# تیپ توحید جنوب
تیپ توحید جنوب ارگان نظامی حزب اخوان المسلمین شاخه سوریه می‌باشد.این گروه هم‌اکنون در جبهه سوریه مشغول نبرد می‌باشد.